# Forteresse aldobrandesque (Saturnia)
La Forteresse aldobrandesque (en italien : Rocca aldobrandesca) est une construction fortifiée dans le centre historique de Saturnia, frazione de la commune de Manciano, (province de Grosseto), en Toscane,.

## Description
La forteresse est une imposante structure fortifiée en pierre. Les courtines comportent des sections avec une base en sabot, une série de meurtrières à différentes hauteurs et un sommet couronné par un crénelage caractéristique, resté inchangé depuis l'époque médiévale avec l'accès par la Porta Romana. 
Les deux tours d'angle, à base circulaire, furent ajoutées par les Siennois au XVe siècle, lors des travaux de rénovation de la fortification aldobrandesque. À l'intérieur de la zone délimitée par les murs de la forteresse, se trouve le Castello Ciacci construit par la famille du même nom à l'époque fasciste dans un style néo-médiéval avec tour crénelée qui rappelle le style médiéval original du complexe restant.

## Histoire
La forteresse a été construite par les Aldobrandeschi au Moyen Âge, presque certainement entre la fin du XIIe et le début du XIIIe siècle, sur des structures défensives préexistantes. C'est précisément à cette époque historique que commença la domination de la puissante famille sur la ville de Saturnia, qui fut incorporée au comté de Soana dans l'acte de partage des domaines Aldobrandeschi de 1274.
La fortification fut gravement endommagée au début du XVe siècle, à tel point que la république de Sienne dut procéder à des travaux de rénovation et de réaménagement, ce qui donna à l'ensemble une empreinte de style Renaissance.
Au cours des siècles suivants, le complexe est resté quasiment inchangé, à l'exception de la construction du château de style néo-médiéval au siècle dernier.